# 范希孟
范希孟（1910年—1954年），湖南长沙人，中华人民共和国政治人物。
担任中科院大连化学物理研究所研究员。1954年，当选第一届全国人民代表大会代表。